# Carrasco nemzetközi repülőtér
A Carrasco nemzetközi repülőtér (IATA: MVD, ICAO: SUMU) Uruguay egyik nemzetközi repülőtere, amely Montevideo közelében található. Éves utasforgalma 996 106 fő (2004).

## Kifutópályák
A repülőtér futópályái:
- 01/19 (2250 m, 45 m, aszfaltbeton)
- 06/24 (3200 m, 45 m, aszfaltbeton)

## Forgalom
Az utasforgalom az elmúlt években az alábbi módon változott:
| Utasok száma | 996 106 | 1 102 299 | 1 236 415 | 1 829 382 | 1 772 137 | 1 457 120 | 1 670 707 | 2 102 516 | 510 382 | 1 317 000 |
|              | 2004    | 2006      | 2008      | 2010      | 2012      | 2013      | 2015      | 2017      | 2020    | 2022      |

## Légitársaságok és úticélok
2023-ban a Carrasco nemzetközi repülőtérről az alábbi járatok indulnak:

### Személy
| Légitársaság            | Célállomások |
| ----------------------- | --- |
| Aerolíneas Argentinas   | Buenos Aires–Aeroparque, Buenos Aires–Ezeiza Szezonális: Mar del Plata (2024 január 3-tól), San Carlos de Bariloche (2024 január 2-től) |
| Air Europa              | Madrid |
| American Airlines       | Szezonális: Miami |
| Avianca                 | Bogotá |
| Azul Brazilian Airlines | Curitiba (2023 október 31-től), Foz do Iguaçu, Porto Alegre, Recife Szezonális: Florianópolis (2023 december 15-től)[forrás?]           |
| Copa Airlines           | Panama City–Tocumen |
| Gol Transportes Aéreos  | São Paulo–Guarulhos Szezonális: Rio de Janeiro–Galeão, Salvador da Bahia                                                                |
| Iberia                  | Madrid |
| JetSmart Chile          | Rio de Janeiro–Galeão, Santiago de Chile                                                                                                |
| LATAM Brasil            | São Paulo–Guarulhos |
| LATAM Chile             | Santiago de Chile |
| LATAM Perú              | Lima |
| Paranair                | Asunción |
| Sky Airline             | Salvador da Bahia, Santiago de Chile (mindkettő újra 2024 január 2-től)                                                                 |
| Sky Airline Peru        | Florianópolis, Lima (mindkettő 2024 január 2-től)                                                                                       |

### Cargo
| Légitársaság            | Célállomások                                            |
| ----------------------- | ------------------------------------------------------- |
| AirClass                | Buenos Aires–Ezeiza, Santiago de Chile                  |
| Aeromas                 | Buenos Aires–Ezeiza                                     |
| Avianca Cargo           | Bogotá                                                  |
| LATAM Cargo Chile       | Miami, Santiago de Chile                                |
| Lufthansa Cargo         | Buenos Aires–Ezeiza, Campinas, Dakar–Senghor, Frankfurt |
| Western Global Airlines | Miami                                                   |